# مونیک هاندریکس
مونیک هاندریکس (هلندی: Monic Hendrickx؛ زادهٔ ۳ دسامبر ۱۹۶۶) بازیگر سینما، بازیگر تلویزیون، و بازیگر تئاتر اهل هلند است. وی از سال ۱۹۹۸ میلادی تاکنون مشغول فعالیت بوده‌است.